# Gobierno Autónomo Municipal de Santa Cruz
El Gobierno Autónomo Municipal de Santa Cruz de la Sierra es el nombre oficial de la instancia de gobierno del Municipio de Santa Cruz de la Sierra. Su sede está ubicada en la acera norte de la Plaza 24 de Septiembre. 
De acuerdo a la ley de Autonomías, y la organización territorial de Bolivia los municipios bolivianos tiene la potestad de elegir sus alcaldes en elecciones locales.
Este se compone del poder ejecutivo, representado por el alcalde y su gabinete de secretarios municipales, y el concejo municipal constituido por representantes elegidos igualmente por voto popular a través de elecciones municipales cada 5 años.

## División administrativa
El municipio de Santa Cruz se halla dividido, para su administración, en 12 Distritos Municipales urbanos, y 3 Distritos Municipales Rurales que a su vez se dividen en Unidades Vecinales (UV) y Barrios. Cada distrito cuenta con una subalcaldía, sumando 15 subalcaldías, la autoridad responsable es elegida por el alcalde.
La instancia representante de la sociedad civil responsable de la supervisión y control sobre la gestión social municipal es el Comité de Vigilancia, que lo conforman 15 representantes de las 560 Juntas Vecinales de la ciudad.

### Distritos municipales
|        | Distritos Municipales del Municipio de Santa Cruz de la Sierra |        |
| Número | Alcaldías                                                      | Tipo   |
| 1      | Piraí                                                          | Urbano |
| 2      | Norte Interno                                                  | Urbano |
| 3      | Estación Argentina                                             | Urbano |
| 4      | El Pari                                                        | Urbano |
| 5      | Norte                                                          | Urbano |
| 6      | Pampa de la Isla                                               | Urbano |
| 7      | Villa Primero de Mayo                                          | Urbano |
| 8      | Plan 3000/Ciudadela Andrés Ibáñez                              | Urbano |
| 9      | Sur/Palmasola                                                  | Urbano |
| 10     | Bajío del Oriente/El Bajío                                     | Urbano |
| 11     | Centro                                                         | Urbano |
| 12     | Nuevo Palmar                                                   | Urbano |
| 13     | El Palmar                                                      | Rural  |
| 14     | Paurito                                                        | Rural  |
| 15     | Montero Hoyos                                                  | Rural  |

## Secretarías
Para la administración de la ciudad el Gobierno Autónomo presenta instancias denominadas Secretarías que se encargan de áreas técnicas específicas de gestión y planificación, en 2022 estas son:
- Secretaría General Municipal
- Secretaría Municipal de Administración Tributaria
- Secretaría Municipal de Administración y Finanzas
- Secretaría Municipal de Fortalecimiento Institucional y Autonomías
- Secretaría Municipal de Desarrollo Económico y Empleos
- Secretaría Municipal de Planificación Para el Desarrollo
- Secretaría Municipal de Medio Ambiente, Seguridad Ciudadana y Abastecimiento
- Secretaría Municipal de Tránsito y Transporte
- Secretaría Municipal de Equipamiento Social
- Secretaría Municipal de Obras Públicas
- Secretaría Municipal de Desarrollo Humano
- Secretaría Municipal de Salud
- Secretaría Municipal de Cultura y Turismo